# Pisa Società Calcio Femminile 2000-2001
Questa voce raccoglie le informazioni riguardanti il Pisa Società Calcio Femminile nelle competizioni ufficiali della stagione 2000-2001.

## Stagione
La nuova stagione del Pisa Società Calcio Femminile inizia con alle spalle l'ottimo terzo posto conquistato nel campionato di Serie A 1999-2000. La società conferma gran parte della rosa della precedente stagione con alcune defezioni, la centrocampista statunitense Jill Rutten, accasata all'Atletico Oristano e l'attaccante Michela Ulivieri, trasferitasi al Foroni, e alcuni arrivi oltre che la promozione di alcune ragazze delle giovanili alla prima squadra. Sempre dal capoluogo veronese, a integrare l'organico provengono quattro elementi del Verona Calzedonia, che decidendo di non iscriversi al campionato di Serie A preferendo il campionato cadetto ha svincolato tutte le sue tesserate: il   portiere Monica Di Bernardo, il difensore Barbara Bruscaini e, dal reparto offensivo Elena Antonova e Michela Picco. A queste si aggiungono Chiara Salutini e Alice Ristori, rispettivamente difensore e attaccante, dal Piazza 96, oltre a Alessandra Sbrana dal Lucca 7.
Il Pisa gioca un campionato da media classifica, rimanendo costantemente lontano dalla zona retrocessione, concludendolo al nono posto, con 11 vittorie, 7 pareggi e 12 sconfitte e una differenza reti positiva grazie ai 39 gol realizzati, 10 dei quali da Patrizia Sberti che risulta la migliore marcatrice della squadra, contro i 37 subiti. A risultati oramai fissati, ritenendo oramai ininfluente il risultato la dirigenza della società decide di rinunciare a giocare, alla 30ª giornata, l'ultimo incontro fuori casa con la Torres Fo.S., al fine di risparmiare sugli ingenti costi di trasferta per recarsi a Sassari. Di conseguenza la FIGC-LND assegna alle isolane la vittoria a tavolino per 2-0 e infligge un punto di penalità alla squadra.
In Coppa Italia il Pisa supera il primo turno eliminatorio vincendo i due incontri del gruppo 13, entrambi contro formazioni di Serie B, classificandosi così al primo posto. Al secondo, inserito nel gruppo 6 con  Ruco Line Lazio e Autolelli Picenum, li perde invece entrambi, venendo così eliminato dal torneo.

## Divise e sponsor
La tenuta di gioco riproponeva lo schema usato nel Pisa maschile mentre lo sponsor principale era Fotoamatore.
|  | 1ª divisa |

## Organigramma societario
Dati estratti da Il Tirreno.
- Presidente: Galeno Bianchi
- Vice presidente: Michele Bianchi
- Direttore generale: Salvatore Damiani
- Addetto stampa: Martina Angelini
- Allenatore: Pietro Gasperini
- Preparatore portieri: Massimo Corsini
- Medico sociale: Luca Cosci
- Massaggiatore: Bruno Ceccarini
- Massaggiatore: Cristina Ceccarini

## Rosa
| N. |                   | Ruolo | Calciatore          |
| -- | ----------------- | ----- | ------------------- |
|    | Italia (bandiera) | P     | Monica Di Bernardo  |
|    | Italia (bandiera) | P     | Aldegonda Pitanti   |
|    | Italia (bandiera) | D     | Barbara Bruscaini   |
|    | Italia (bandiera) | D     | Sara Manfredini     |
|    | Italia (bandiera) | D     | Elena Molesti       |
|    | Italia (bandiera) | D     | Giulia Perelli      |
|    | Italia (bandiera) | D     | Chiara Salutini     |
|    | Italia (bandiera) | D     | Moira Vannucci      |
|    | Italia (bandiera) | C     | Daniela Ardeti      |
|    | Italia (bandiera) | C     | Emmanuela Celentano |

| N. |                   | Ruolo | Calciatore                 |
| -- | ----------------- | ----- | -------------------------- |
|    | Italia (bandiera) | C     | Barbara La Monica          |
|    | Italia (bandiera) | C     | Simona Nardelli            |
|    | Italia (bandiera) | C     | Giulia Quercioli           |
|    | Italia (bandiera) | A     | Elena Antonova             |
|    | Italia (bandiera) | A     | Elisa Lepore               |
|    | Italia (bandiera) | A     | Lisa Lorenzi               |
|    | Italia (bandiera) | A     | Alessandra Pallotti        |
|    | Italia (bandiera) | A     | Michela Picco              |
|    | Italia (bandiera) | A     | Alice Ristori              |
|    | Italia (bandiera) | A     | Patrizia Sberti (capitano) |

## Calciomercato

### Sessione estiva
| Acquisti | Acquisti           | Acquisti          | Acquisti     |
| R.       | Nome               | da                | Modalità     |
| -------- | ------------------ | ----------------- | ------------ |
| P        | Monica Di Bernardo | Verona Calzedonia | svincolata   |
| D        | Barbara Bruscaini  | Verona Calzedonia | svincolata   |
| D        | Chiara Salutini    | Piazza 96         | prestito (?) |
| A        | Elena Antonova     | Verona Calzedonia | svincolata   |
| A        | Michela Picco      | Verona Calzedonia | svincolata   |
| A        | Alice Ristori      | Piazza 96         | prestito (?) |

| Cessioni | Cessioni         | Cessioni          | Cessioni   |
| R.       | Nome             | a                 | Modalità   |
| -------- | ---------------- | ----------------- | ---------- |
| C        | Jill Rutten      | Atletico Oristano | svincolata |
| A        | Michela Ulivieri | Foroni            | svincolata |

## Risultati

### Serie A

#### Girone di andata
| Sesto San Giovanni 16 settembre 2000, ore 16:00 CEST 1ª giornata                                                   | G.E.A.S.  | 3 – 3 referto                         | Pisa |  |
| \| \| \| \| \| Fruci 6’ (rig.) Marchio 50’ Costanzo 90+4’ \| Marcatori \| 70’ Perelli 75’ Sberti 90+2’ Nardelli \| |           |                                       |      |  |
| |           |                                       |      |  |
| Fruci 6’ (rig.) Marchio 50’ Costanzo 90+4’                                                                         | Marcatori | 70’ Perelli 75’ Sberti 90+2’ Nardelli |      |  |

| Pisa 23 settembre 2000, ore 16:00 CEST 2ª giornata | Pisa | 0 – 0 referto | Atletico Oristano | Campo sportivo comunale Abetone |

| Verona 30 settembre 2000, ore 16:00 CEST 3ª giornata  | Foroni    | 0 – 1 referto       | Pisa |  |
| \| \| \| \| \| \| Marcatori \| 58’ (rig.) Pallotti \| |           |                     |      |  |
|                                                       |           |                     |      |  |
|                                                       | Marcatori | 58’ (rig.) Pallotti |      |  |

| Pisa 7 ottobre 2000, ore 15:30 CEST 4ª giornata                        | Pisa      | 1 – 1 referto      | Tradate Abbiate | Campo sportivo comunale Abetone |
| \| \| \| \| \| Ardeti 32’ (rig.) \| Marcatori \| 40’ (rig.) Ginepro \| |           |                    |                 |                                 |
|                                                                        |           |                    |                 |                                 |
| Ardeti 32’ (rig.)                                                      | Marcatori | 40’ (rig.) Ginepro |                 |                                 |

| Pisa 28 ottobre 2000, ore 14:30 CEST 6ª giornata                                               | Pisa      | 3 – 1 referto        | Aquile Palermo | Campo sportivo comunale Abetone |
| \| \| \| \| \| Sberti 27’ La Monica 81’ Pallotti 90+4’ \| Marcatori \| 64’ Buttaccio Tardio \| |           |                      |                |                                 |
|                                                                                                |           |                      |                |                                 |
| Sberti 27’ La Monica 81’ Pallotti 90+4’                                                        | Marcatori | 64’ Buttaccio Tardio |                |                                 |

| Sarzana 4 novembre 2000, ore 14:30 CET 7ª giornata                   | Sarzana   | 1 – 1 referto        | Pisa | Stadio Miro Luperi |
| \| \| \| \| \| Palombini 38’ \| Marcatori \| 23’ (rig.) Celentano \| |           |                      |      |                    |
|                                                                      |           |                      |      |                    |
| Palombini 38’                                                        | Marcatori | 23’ (rig.) Celentano |      |                    |

| Pisa 9 dicembre 2000, ore 14:30 CET 11ª giornata | Pisa | 0 – 0 referto | Agliana | Campo sportivo comunale Abetone |

| Arbitro: | Bellamio (Bologna) |

|                                   |           |                          |
| Pallotti 25’ Celentano 46’ (rig.) | Marcatori | 4’, 79’ Parejo 12’ Carta |

#### Girone di ritorno
| Arbitro: | Falso (Formia) |

|            |           |  |
| Rutten 73’ | Marcatori |  |

| Arbitro: | Di Mauro (Siracusa) |

|                      |           |                                                     |
| Celentano 81’ (rig.) | Marcatori | 7’ Lappi-Seppälä 65’ (rig.) D'Astolfo 76’ Pellizzer |

| Tradate 24 febbraio 2001, ore 15:00 CET 19ª giornata | Tradate Abbiate | 0 – 1 referto | Pisa |  |

| Agliana 28 aprile 2001 26ª giornata | Agliana | 3 – 2 | Pisa | Stadio comunale Germano Bellucci |

| Sassari 26 maggio 2001, ore 16:00 CEST 30ª giornata | Torres Fo.S. | 2 – 0 (a tav.) referto | Pisa | Stadio Acquedotto |

### Coppa Italia
| 3 settembre 2000 1º turno, gruppo 13 - 1ª giornata | Lucca 7 | 1 – 9 | Pisa |  |

| Pisa 9 settembre 2000, ore 16:00 CEST 1º turno, gruppo 13 - 3ª giornata | Pisa | 2 – 0 | Piazza 96 | Campo sportivo comunale Abetone |

| Roma 1º novembre 2000, ore 14:30 CET 2º turno, gruppo 6 - 1ª giornata | Ruco Line Lazio | 4 – 0 | Pisa | Stadio Tre Fontane |

| Pisa 6 dicembre 2000, ore 14:30 CET 2º turno, gruppo 6 - 2ª giornata | Pisa | 1 – 2 | Autolelli Picenum | Campo sportivo comunale Abetone |

## Statistiche

### Statistiche di squadra
| Competizione | Punti   | In casa | In casa | In casa | In casa | In casa | In casa | In trasferta | In trasferta | In trasferta | In trasferta | In trasferta | In trasferta | Totale | Totale | Totale | Totale | Totale | Totale | DR |
| Competizione | Punti   | G       | V       | N       | P       | Gf      | Gs      | G            | V            | N            | P            | Gf           | Gs           | G      | V      | N      | P      | Gf     | Gs     | DR |
| ------------ | ------- | ------- | ------- | ------- | ------- | ------- | ------- | ------------ | ------------ | ------------ | ------------ | ------------ | ------------ | ------ | ------ | ------ | ------ | ------ | ------ | -- |
| Serie A      | 39 (-1) | 15      | -       | -       | -       | -       | -       | 15           | -            | -            | -            | -            | -            | 30     | 11     | 7      | 12     | 39     | 37     | +2 |
| Coppa Italia | -       | 2       | 1       | 0       | 1       | 3       | 2       | 2            | 1            | 0            | 1            | 9            | 5            | 4      | 2      | 0      | 2      | 12     | 7      | +5 |
| Totale       | -       | 17      | -       | -       | -       | -       | -       | 17           | -            | -            | -            | -            | -            | 34     | 13     | 7      | 14     | 51     | 44     | +7 |

### Andamento in campionato
| Giornata  | 1 | 2 | 3 | 4 | 5 | 6 | 7 | 8 | 9 | 10 | 11 | 12 | 13 | 14 | 15 | 16 | 17 | 18 | 19 | 20 | 21 | 22 | 23 | 24 | 25 | 26 | 27 | 28 | 29 | 30 |
| --------- | - | - | - | - | - | - | - | - | - | -- | -- | -- | -- | -- | -- | -- | -- | -- | -- | -- | -- | -- | -- | -- | -- | -- | -- | -- | -- | -- |
| Luogo     |   |   |   |   |   |   |   |   |   |    |    |    |    |    |    |    |    |    |    |    |    |    |    |    |    |    |    |    | C  | T  |
| Risultato |   |   |   |   |   |   |   |   |   |    |    |    |    |    |    |    |    |    |    |    |    |    |    |    |    |    |    |    | P  | P  |
| Posizione |   |   |   |   |   |   |   |   |   |    |    |    |    |    |    |    |    |    |    |    |    |    |    |    |    |    |    |    | 9  | 9  |

Legenda:

Luogo: C = Casa; T = Trasferta. Risultato: V = Vittoria; N = Pareggio; P = Sconfitta.

### Statistiche delle giocatrici
| Giocatore      | Serie A  | Serie A | Serie A     | Serie A    | Coppa Italia | Coppa Italia | Coppa Italia | Coppa Italia | Totale   | Totale | Totale      | Totale     |
| Giocatore      | Presenze | Reti    | Ammonizioni | Espulsioni | Presenze     | Reti         | Ammonizioni  | Espulsioni   | Presenze | Reti   | Ammonizioni | Espulsioni |
| -------------- | -------- | ------- | ----------- | ---------- | ------------ | ------------ | ------------ | ------------ | -------- | ------ | ----------- | ---------- |
| E. Antonova    | 25       | 1       | ?           | ?          | ?            | ?            | ?            | ?            | 25+      | 1+     | ?           | ?          |
| D. Ardeti      | 5        | 1       | ?           | ?          | ?            | ?            | ?            | ?            | 5+       | 1+     | ?           | ?          |
| B. Bruscaini   | 25       | 0       | ?           | ?          | ?            | ?            | ?            | ?            | 25+      | 0+     | ?           | ?          |
| E. Celentano   | 29       | 8       | ?           | ?          | ?            | ?            | ?            | ?            | 29+      | 8+     | ?           | ?          |
| M. Di Bernardo | 29       | -?      | ?           | ?          | ?            | ?            | ?            | ?            | 29+      | 0+     | ?           | ?          |
| B. La Monica   | 24       | 5       | ?           | ?          | ?            | ?            | ?            | ?            | 24+      | 5+     | ?           | ?          |
| E. Lepore      | 7        | 0       | ?           | ?          | ?            | ?            | ?            | ?            | 7+       | 0+     | ?           | ?          |
| L. Lorenzi     | 11       | 0       | ?           | ?          | ?            | ?            | ?            | ?            | 11+      | 0+     | ?           | ?          |
| S. Manfredini  | 5        | 0       | ?           | ?          | ?            | ?            | ?            | ?            | 5+       | 0+     | ?           | ?          |
| E. Molesti     | 25       | 1       | ?           | ?          | ?            | ?            | ?            | ?            | 25+      | 1+     | ?           | ?          |
| S. Nardelli    | 16       | 1       | ?           | ?          | ?            | ?            | ?            | ?            | 16+      | 1+     | ?           | ?          |
| A. Pallotti    | 28       | 9       | ?           | ?          | ?            | ?            | ?            | ?            | 28+      | 9+     | ?           | ?          |
| G. Perelli     | 23       | 2       | ?           | ?          | ?            | ?            | ?            | ?            | 23+      | 2+     | ?           | ?          |
| M. Picco       | -        | -       | -           | -          | ?            | ?            | ?            | ?            | 0+       | 0+     | 0+          | 0+         |
| A. Pitanti     | 1        | -?      | ?           | ?          | ?            | ?            | ?            | ?            | 1+       | 0+     | ?           | ?          |
| G. Quercioli   | 20       | 0       | ?           | ?          | ?            | ?            | ?            | ?            | 20+      | 0+     | ?           | ?          |
| A. Ristori     | 24       | 1       | ?           | ?          | ?            | ?            | ?            | ?            | 24+      | 1+     | ?           | ?          |
| C. Salutini    | 24       | 0       | ?           | ?          | ?            | ?            | ?            | ?            | 24+      | 0+     | ?           | ?          |
| P. Sberti      | 28       | 10      | ?           | ?          | ?            | ?            | ?            | ?            | 28+      | 10+    | ?           | ?          |
| M. Vannucci    | 4        | 0       | ?           | ?          | ?            | ?            | ?            | ?            | 4+       | 0+     | ?           | ?          |